# Коррупция

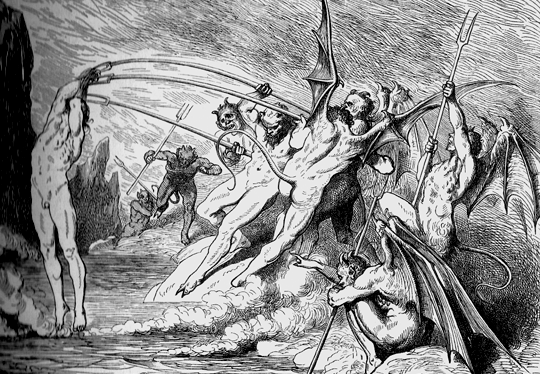
В своей «Божественной комедии» Данте поместил мздоимцев в восьмой (предпоследний) круг ада
грав. Гюстава Доре.

Корру́пция (от лат. corrumpere «растлевать», лат. corruptio «подкуп, продажность; порча, искажение, разложение; растление») — термин, обычно обозначающий злоупотребление служебным положением в личных целях — использование должностным лицом своих властных полномочий и доверенных ему прав, а также связанных с этим официальным статусом авторитета, возможностей, связей в целях личной выгоды, противоречащее законодательству и моральным устоям.
Коррупцией называют также подкуп должностных лиц, их продажность, подкупность, что типично для мафиозных государств. Соответствующий термин в европейских языках обычно имеет более широкую семантику, вытекающую из первичного значения исходного латинского слова. Характерным признаком коррупции является конфликт между действиями должностного лица и интересами его нанимателя либо конфликт между действиями выборного лица и интересами общества. Многие виды коррупции аналогичны мошенничеству, совершаемому должностным лицом, и относятся к категории преступлений против государственной власти. Коррупции может быть подвержено любое должностное лицо, обладающее дискреционной властью в сфере распределения каких-либо не принадлежащих ему ресурсов по своему усмотрению (чиновник, депутат, судья, сотрудник правоохранительных органов, администратор и т. д.). Главным стимулом к коррупции является возможность получения экономической прибыли (ренты), связанной с использованием властных полномочий, а главным сдерживающим фактором — риск разоблачения и наказания.
Системный характер коррупции проявляется в её принудительном характере для тех, кто работает в государственных организациях, ею охваченных: нижние чины собирают взятки и делятся с верхними для сохранения собственной должности. Согласно макроэкономическим и политэкономическим исследованиям, коррупция наносит существенный ущерб и препятствует экономическому росту и развитию в интересах общества в целом. Согласно систематическому обзору эффективными мерами борьбы с коррупцией являются контроль и сдерживание, в частности повышение экономических издержек в отношении коррупционеров и увеличение вероятности обнаружения факта коррупции. Организационные, культурные меры и обучение оказались менее эффективными. Коррупция уголовно наказуема во всех странах-участниках Конвенции ООН против коррупции (ст. 15 Конвенции).

## Определение
Transparency International, Мировой банк и другие организации понимают под коррупцией злоупотребление доверенной властью ради личной выгоды. Существуют также и другие определения, которые вносят уточнения (что власть включает доверенные ресурсы, что она может относиться к государственному и частному сектору и т. д.) или используют более строгие юридические формулировки.
Согласно российскому законодательству, коррупция — это злоупотребление служебным положением, дача взятки, получение взятки, злоупотребление полномочиями, коммерческий подкуп либо иное незаконное использование физическим лицом своего должностного положения вопреки законным интересам общества и государства в целях получения выгоды в виде денег, ценностей, иного имущества или услуг имущественного характера, иных имущественных прав для себя или для третьих лиц либо незаконное предоставление такой выгоды указанному лицу другими физическими лицами; а также совершение указанных деяний от имени или в интересах юридического лица. Встречающееся в законе понятие «коррупционное преступление» не имеет отдельного определения.
Злоупотребление может быть одной из форм коррупции (одним из преступных деяний должностного лица или группы лиц), но не исчерпывает всей полноты определения коррупции.
Одной из форм коррупции является сексторция, при которой вымогается секс в обмен на административные услуги, хорошие оценки, приём на работу.
Ратифицированная Россией европейская Уголовно-правовая конвенция о коррупции (англ. Criminal Law Convention on Corruption) относит коррупцию к уголовным преступлениям физических и юридических лиц. По состоянию на 2010 год в России за одно и то же коррупционное преступление можно получить наказание и по Кодексу об административных правонарушениях, и по Уголовному кодексу.

## История коррупции
Первым правителем, о котором сохранилось упоминание как о борце с коррупцией, был Уруинимгина — шумерский царь города-государства Лагаша во второй половине XXIV века до н. э. Несмотря на показательные и часто жестокие наказания за коррупцию, борьба с ней не приводила к желаемым результатам. В лучшем случае удавалось предотвратить наиболее опасные преступления, однако на уровне мелкой растраты и взяток коррупция носила массовый характер. Первый трактат с обсуждением коррупции — «Артха-шастра» — опубликовал под псевдонимом Каутилья один из министров Бхараты (Индии) в IV веке до н. э. В нём он сделал пессимистичный вывод, что «имущество царя не может быть, хотя бы в малости, не присвоено ведающими этим имуществом».
С аналогичными проблемами сталкивались и фараоны Древнего Египта, в котором сложился огромный бюрократический аппарат чиновников, позволявший себе творить беззаконие и произвол в отношении свободных крестьян, ремесленников и даже военной знати. Сохранилось поучение некоего Итахотела, который рекомендует: «Гни спину перед начальством, тогда твой дом будет в порядке, твоё жалованье будет в исправности, ибо плохо тому, кто противится перед начальником, но легко жить, когда он благоволит».
Особую озабоченность вызывала продажность судей, поскольку она приводила к незаконному перераспределению собственности и желанию решить спор вне правового поля. Не случайно ведущие религии из всех видов коррупции осуждают в первую очередь подкуп судей: «…начальник требует подарков, и судья судит за взятки, а вельможи высказывают злые хотения души своей и извращают дело…»; «Даров не принимай, ибо дары слепыми делают зрячих и превращают дело правых» (Исх. 23:8, см. также Втор. 16:19); «Не присваивайте незаконно имущества друг друга и не подкупайте судей, чтобы намеренно присвоить часть собственности других людей» (Коран 2:188) и т. д.
В древнеримских Законах XII таблиц термин «corrumpere» начинает использоваться в значениях «менять за деньги показания в суде» и «подкупать судью»: «Неужели ты будешь считать суровым постановление закона, карающее смертною казнью того судью или посредника, которые были назначены при судоговорении, [для разбирательства дела] и были уличены в том, что приняли денежную мзду по [этому] делу?)».
Важный импульс к осмыслению коррупции дают труды Никколо Макиавелли. Коррупцию он сравнивал с болезнью, например с чахоткой. Вначале её трудно распознать, но легче лечить. Если же она запущена, то её легко распознать, но излечить трудно.
Растёт коррупция, поэтому пора взяться за богачей, — заявляли якобинцы в преддверии большого террора.
Начиная с конца XVIII века на Западе в отношении общества к коррупции наступил перелом. Либеральные преобразования проходили под лозунгом, что государственная власть существует для блага людей ей подвластных, и поэтому подданные содержат правительство в обмен на неукоснительное соблюдение чиновниками законов. В частности, согласно Конституции США, принятой в 1787 году, получение взятки является одним из двух явным образом упомянутых преступлений, за которые Президенту США может быть объявлен импичмент. Общество начало оказывать всё больше влияние на качество работы государственного аппарата. По мере усиления политических партий и государственного регулирования, растущую озабоченность стали вызывать эпизоды сговора политической элиты и крупного бизнеса. Тем не менее, уровень коррупции в развитых странах на протяжении XIX—XX веков уменьшился по сравнению с остальным миром.
Новым этапом в эволюции коррупции в развитых странах стал рубеж XIX и XX вв. С одной стороны, началось очередное усиление государственного регулирования и, соответственно, власти чиновников. С другой — рождался крупный частный бизнес, который в конкурентной борьбе стал прибегать к «скупке государства» — уже не к эпизодическому подкупу отдельных мелких государственных служащих, а к прямому подчинению деятельности политиков и высших чиновников делу защиты интересов капитала.
По мере роста значения политических партий в развитых странах (особенно в странах Западной Европы после Второй мировой войны), получила развитие партийная коррупция, когда за лоббирование своих интересов крупные фирмы и транснациональные корпорации платили не лично политикам, а в партийную кассу.
Во второй половине XX века коррупция всё больше начала становиться международной проблемой. Подкуп корпорациями высших должностных лиц за границей приобрёл массовый характер. Глобализация привела к тому, что коррупция в одной стране стала негативно сказываться на развитии многих стран. При этом страны с наиболее высоким уровнем коррупции более не ограничивались третьим миром: либерализация в бывших социалистических странах в 1990-е гг. сопровождалась вопиющими должностными злоупотреблениями. В своём выпуске от 31 декабря 1995 г. газета «Financial Times» объявила 1995 год «годом коррупции». Для пропаганды знаний о коррупции ООН учредила Международный день борьбы с коррупцией (9 декабря).
Широкую известность получила «формула коррупции» профессора Роберта Клитгаарда:
Коррупция = Монополия + Свобода действий — Подотчётность.

## Типология
Коррупцию возможно классифицировать по многим критериям: по типам взаимодействующих субъектов (граждане и мелкие служащие, фирмы и чиновники, нация и политическое руководство); по типу выгоды (получение прибыли или уменьшение расходов); по направленности (внутренняя и внешняя); по способу взаимодействия субъектов, степени централизации, предсказуемости, системности и т. д. В России исторически коррупция также различалась по тому признаку, происходило ли получение неправомерных преимуществ за совершение законных действий («мздоимство») или же незаконных действий («лихоимство»).

### Этическая оценка коррупции
Разные проявления коррупции имеют различную этическую оценку: одни действия считаются преступными, другие — безнравственными. К последним, как правило, относятся кумовство и покровительство на основе политической ориентации, которые нарушают принцип меритократии.
Однако встречается и относительно положительное отношение к коррупции: «Коррупцию можно считать полезной заменой верховенства закона там, где оно развито слабо. Другими словами, выгоды от коррупционной деятельности — стоимость, создаваемая в результате дополнительных продуктивных трансакций, которые она позволяет осуществить, — могут превышать издержки. Такая ситуация наиболее вероятна, когда законные возможности для занятия бизнесом сильно ограничиваются», — считает профессор кафедры бизнеса Канзасского университета экономист Дуглас Хьюстон.
Вовлечённость в коррупционные схемы компаний в глазах общества воспринимается как вынужденная и допустимая форма работы, пусть даже и неэтичная. В крупных компаниях принимаются корпоративные кодексы этики, в которых содержатся антикоррупционные положения, но на практике сотрудниками они игнорируются. Признавая коррупцию вынужденным способом работы, общество не приветствует ужесточение ответственности для должностных лиц крупных компаний за коррупцию. Скандалы вокруг экс-президента Франции Саркози ясно демонстрируют репутационные потери крупных компаний, сотрудники которых тем не менее избежали привлечения к уголовной ответственности и оказались вне фокуса общественного мнения.
Обычно лоббизм не квалифицируют как коррупцию. При лоббировании должностное лицо тоже использует свои властные полномочия для повышения шансов переназначения или для продвижения по должностной лестнице в обмен на действия в интересах определённой группы. Отличие состоит в том, что лоббизм удовлетворяет трём условиям:
1. Процесс оказания влияния на должностное лицо носит конкурентный характер и следует правилам, которые известны всем участникам.
2. Отсутствуют секретные или побочные платежи.
3. Клиенты и агенты независимы друг от друга в том смысле, что никакая группа не получает долю от прибыли, заработанной другой группой.

Однако некоторые исследователи считают лоббизм лишь составной частью коррупции.
Самые опасные формы коррупции квалифицируются как уголовные преступления. К ним, прежде всего, относятся растрата (хищение) и взятки. Растрата заключается в расходе ресурсов, доверенных должностному лицу, с личной целью. Она отличается от обычного воровства тем, что изначально лицо получает право распоряжаться ресурсами легально: от начальника, клиента и т. д. Взятка является разновидностью коррупции, при которой действия должностного лица заключаются в оказании каких-либо услуг физическому или юридическому лицу в обмен на предоставление последним определённой выгоды первому. В большинстве случаев, если дача взятки не является следствием вымогательства, основную выгоду от сделки получает взяткодатель. К уголовным преступлениям также относится покупка голосов избирателей (хотя некоторые считают её не формой коррупции, а видом недобросовестной избирательной кампании).
Коррупция часто является поводом для призывов к насильственной смене власти. При этом обвинения нередко предъявляются не только конкретной политической элите, но и политической системе в целом. Как отмечает Оскар Ариас Санчес, авторитарные режимы способны успешно скрывать подавляющее большинство злоупотреблений властью от общественности, так что вывод об их коррумпированности делается на основе анализа косвенных свидетельств и пагубных для всего общества последствий. Напротив, коррупция в демократических режимах часто получает широкую огласку и пресекается прежде, чем она начинает наносить существенный ущерб. Однако периодические скандалы вызывают у граждан сомнения в своей способности оказывать влияние на процесс принятия в стране политических решений и разочарование в демократии.

### Виды коррупции
Системная коррупция — организованная коррупция, превратившаяся в систему (структурный элемент) — организованное казнокрадство («распил» бюджета), вымогательство и системный дополнительный доход.
Бытовая коррупция порождается взаимодействием рядовых граждан и чиновников. В неё входят различные подарки от граждан и услуги должностному лицу и членам его семьи. К этой категории также относится кумовство (непотизм).
Деловая коррупция возникает при взаимодействии власти и бизнеса. Например, в случае хозяйственного спора, стороны могут стремиться заручиться поддержкой судьи с целью вынесения решения в свою пользу.
Коррупция верховной власти (Гранд-коррупция, Grand-коррупция, англ. Grand corruption) относится к политическому руководству и верховным судам в демократических системах. Она касается стоящих у власти групп, недобросовестное поведение которых состоит в осуществлении политики в своих интересах и в ущерб интересам избирателей.
Виды коррупции по классификации И. П. Липранди.
1. Лихоимство (казнокрадство), его общественная опасность не только в расхищении государственных средств, но и в развращении народа.
2. Вымогательство.
3. Подкуп.
4. Сребролюбие, под которым Липранди понимал влезание высокопоставленных должностных лиц в долги с дальнейшим назначением кредиторов на «доходные должности».
5. Доступное высоким чинам назначение нужных людей на «тёплые должности» по собственному произволу.
6. Отдача под залог в откупа и подряды своего недвижимого имущества и земли под нерыночный процент как вариант взятки.
7. Вступление в акционерные общества без взноса капитала.
8. Использование (высшими) чиновниками политической и коммерческой информации в личных целях.
9. Злоупотребления служебным положением: самоуправство, превышение власти, бездействие власти и другие, в том числе не приносящие дохода, а только удовлетворяющие самолюбие и доказывающие статус (влиятельность) чиновника.

### Рынок коррупционных услуг
Наиболее распространена децентрализованная (внешняя) коррупция, когда сделки заключаются индивидуально между должностным лицом и частным лицом. Однако добавление внутренней коррупции — между членами одной организации — придаёт ей черты организованной преступности.
Согласно учению бихевиоризма, попадая в коллектив, человек перенимает правила поведения, которые в этом коллективе приняты. Поэтому, если внутриведомственная культура такова, что по отношению к взяткам царит «обстановка благодушия, порой безответственности при решении служебных вопросов, отсутствие гласности при обсуждении проступков сотрудников»,
то новопришедшие примут такое поведение как нормальное и будут следовать ему в дальнейшем.
Однако другие исследователи считают, что у человека всегда остаётся принципиальная возможность выхода из такой среды; а также борьбы и придания огласке, либо игнорирование нарушений со стороны микрообщества, но при этом несовершение нарушений самим человеком.
Распространение коррупции среди чиновников приводит к тому, что в ней оказываются заинтересованными и подчинённые, и начальники. Оценка потенциальной выгоды и рисков, связанных с коррупцией, в упрощённой форме описывается следующей моделью:
| Начальник | Начальник | Подчинённый                                                                                  | Подчинённый                                                                    |
| плюсы | минусы | плюсы                                                                                        | минусы                                                                         |
| - Процент от взяток подчинённых — стабильный доход - Нет непосредственного участия в даче взятки - Меньше вероятность, что подчинённый сам выдаст | - Если подчинённого поймают — тот может выдать начальника - Организованная группа — отягчающее обстоятельство | - Шире возможности — больше взятки - Под покровительством начальника брать взятки безопаснее | - Организованная группа — отягчающее обстоятельство - Отдаёт процент от взяток |

Данная система достаточно устойчива и этим обеспечивает стабильность коррупционной деятельности. Например, можно столкнуться с принципом презумпции добросовестности правоохранительных органов, который означает, что шансы уличить их сотрудника в неправомочных действиях

ничтожно малы.
На практике подчинённые делят взятки не только с начальством, но и между собой. Конечным итогом является формирование специфических для коррупции внутренних рынков и экономических механизмов. В частности, возникают позиции с особенно высокими нелегальными доходами. Борьба между чиновниками за такие позиции формирует внутренний «рынок труда». По мере развития коррупции происходит некоторая централизация рынка, начиная с уровня отдельных ведомств, когда чиновники вырабатывают тарифы за принятие конкретных решений, чтобы снизить внутреннюю конкуренцию за каждую взятку и повысить общий доход. Поддержка стабильности нелегальных финансовых потоков требует административных и законодательных мер, нацеленных на повышение экономической выгоды от коррупции и на снижение правовых и социальных рисков.

### Заинтересованность частного лица
Вымогательство («государственный рэкет») практикуется чиновниками, обладающими дискреционной властью препятствовать кому-либо в получении лицензий, специальных разрешений или любых других услуг, входящих в компетенцию чиновника. Если чиновник имеет полномочия оценивать сумму надлежащих выплат (например, налогов или пошлин), это также открывает возможности для вымогательства.
Столкнувшись с вымогательством со стороны госслужащего, частное лицо оказывается перед выбором: либо дать взятку (что сопряжено с риском разоблачения), либо обжаловать действия госслужащего через внутренний или внешний надзорный орган. Решение зависит от того, насколько затратна процедура обжалования, а также насколько гражданин осведомлён о своих законных правах и обязанностях госслужащего.

Сговор возникает при тех же условиях, что и вымогательство, однако отличается тем, что выгоден обеим сторонам и состоит в совершении сделки, наносящей ущерб государству. Например, в обмен на взятку, таможенный инспектор может занизить сумму импорта и тем самым уменьшить сумму, которую фирма-импортёр должна уплатить на пошлины. В сделку также могут быть вовлечены структуры, ответственные за надзор над чиновником.

### Области обогащения
Одним из основных путей коррупционного обогащения для бюрократии, в особенности для верховной политической элиты, являются государственные расходы.
Инвестиционные проекты во многом определяются решениями, которые высшие чиновники принимают по своему усмотрению. Крупные инвестиционные проекты (в особенности, с участием иностранных корпораций) часто предполагают передачу монопольных прав победителю конкурса, что сулит чиновникам особенно большие взятки. Некоторые проекты создаются специально для того, чтобы определённые группы получали ренту («государственную ренту») от тех, кто назначен в качестве исполнителя проекта.
Государственные закупки, как правило, предполагают выбор объективно лучшего предложения из нескольких на основе конкурса, однако иногда чиновник может обеспечить победу продавца, пообещавшего наибольшие «комиссионные» («откат») со сделки. Для этого ограничивается участие в конкурсе, его правила полностью не объявляются и т. п. В результате закупки осуществляются по завышенной цене.
Внебюджетные счёта часто создаются с легитимной целью (пенсионные, дорожные фонды и др.) Однако в некоторых фондах, например, для помощи инвалидам, доходы могут значительно превышать реальные расходы, что стимулирует желание у некоторых чиновников присвоить «излишки». Наоборот, в случае дефицита чиновники часто решают по своему усмотрению, кому в итоге достанутся деньги. В некоторых странах средства, полученные через иностранную помощь или от продажи природных ресурсов, направляются в специальные фонды, которые менее прозрачны и хуже контролируются, чем бюджетные деньги. В силу ежеминутных колебаний цен на товары, определить истинную сумму транзакции и величину отчислений в такие фонды непросто, что позволяет часть денег перенаправлять в карманы чиновников.
Среди других областей, наиболее прибыльных в плане коррупции, следует выделить:
- Налоговые льготы
- Продажа сырьевых товаров по ценам ниже рыночных
- Районирование, поскольку оно влияет на стоимость земли
- Добыча природных ресурсов
- Продажа государственных активов, в особенности приватизация государственных предприятий
- Предоставление монопольной власти к определённому виду коммерческой (в особенности экспортно-импортной) деятельности
- Контроль над теневой экономикой и нелегальным бизнесом (вымогательство, защита от преследования, уничтожение конкурентов и т. д.)
- Назначение на ответственные посты в органах власти

Проф. Т. Гильвасон отмечает, что отсутствие у граждан свободного доступа к информации государственного управления (т. о. его непрозрачности) способствует коррупции и неминуемо ведёт к экономическим кризисам.

### Коррупция в судебной системе
Приведённые ниже формы коррупции относятся в первую очередь к судьям, однако в случае административных правонарушений могут относиться и к должностным лицам, уполномоченным рассматривать соответствующие дела (органам внутренних дел, органам пожарного надзора, налоговым, таможенным органам и т. д.)
«Вилки» в законодательстве.
Многие нормы позволяют судье выбирать между мягкой и жёсткой мерами наказания, чтобы он мог максимально учесть степень вины, тяжесть правонарушения и иные обстоятельства. При этом у судьи появляется рычаг воздействия на совершившего правонарушение гражданина. Чем больше разница между верхним и нижним пределами наказания, тем большую взятку будет готов заплатить гражданин.
Альтернативное административное взыскание.
Существуют нормы права с наложением альтернативного административного взыскания, например, штраф или арест. От большинства норм-«вилок» их отличает не только более широкий диапазон наказаний (и следовательно, более сильная мотивация у нарушителя к даче взятки), но и то, что правосудие осуществляют представители исполнительной, а не судебной, власти. Многие юристы полагают, что использование санкций подобного вида оправдано только в уголовном судебном процессе, но имеет под собой мало оснований в процессе административном: «Во-первых, судебный процесс построен на принципах открытости (гласности), состязательности, устности и непосредственности разбирательства. При административном же производстве гражданин в большинстве случаев остаётся один на один с представителем власти. Во-вторых, даже самая высокая мера наказания за административное правонарушение не настолько тяжка для правонарушителя, как в уголовном праве, чтобы её имело смысл дифференцировать».
Переквалификация состава правонарушения.
Другой разновидностью «вилок» является дублирование состава правонарушения в различных кодексах. Это открывает возможности для переквалификации совершённого правонарушения в более мягкую категорию (например, из уголовного в административное или гражданское) либо наоборот, в более тяжёлую категорию. Разграничить преступления и другие правонарушения часто сложно в силу размытости формулировок законодательства, и в таких ситуациях судьи (либо должностные лица) принимают решение по своему усмотрению, что открывает возможности для взяток и вымогательства.
Неденежные потери граждан.
Некоторые нормы права могут вызывать коррупцию, если накладывают на индивида связанные с подчинением норме права потери. Даже в случае, когда сумма штрафа и взятки за преступление номинально равны, оплата штрафа сопровождается неденежными затратами времени на совершение платежа в банке и предоставление в выписавшее штраф ведомство доказательств об оплате (квитанции). Вызываемые нормами права неденежные потери разнообразны и в различной мере неприятны для граждан. Также не все граждане готовы защищать свои права в суде.

### «Захват государства»
Всемирным банком в 2000 году для описания некоторых стран Центральной Азии, где небольшие коррумпированные группы использовали своё влияние на правительственных чиновников для присвоения правительственных решений с целью укрепления своих собственных экономических позиций был использован термин «захват государства». «Захват государства» не обязательно является незаконным, что зависит от отношения самого государства и может быть проведен посредством частного лоббирования и влияния. Влияние может осуществляться через ряд государственных институтов, включая законодательную власть, исполнительную власть, министерства и судебную систему, или через коррумпированный избирательный процесс. Процесс сходен с регуляторным захватом, но отличается масштабом и разнообразием областей влияния. В научной статье 2023 года утверждается, что «концепция захвата государства помогает структурировать наше понимание моделей масштабной коррупции, наблюдаемых по всему миру в различных контекстах, и все чаще даже в странах, которые когда-то считались безопасными демократиями».

## Вред от коррупции
Как писал Томас Гоббс, коррупция «есть корень, из которого вытекает во все времена и при всяких соблазнах презрение ко всем законам».
В высоко коррумпированных бюрократических аппаратах большинство государственных ресурсов сознательно направляется в каналы, где их легче всего разворовать или где легче всего собирать взятки. Политика становится направленной на подавление механизмов контроля над коррупцией: свободы прессы, независимости системы правосудия, конкурирующих политиков (оппозиции) и далее индивидуальных прав граждан. Так, некоторые люди отмечают, что существуют случаи, когда поведение и внешний вид человека являются сигналом для правоохранительных органов к задержанию человека с целью вымогательства взятки.
Существует также точка зрения, что к коррупции допустимо терпимое отношение. Согласно одному из аргументов, в истории развития многих стран (Индонезии, Таиланда, Кореи) были периоды, когда рост экономики сопровождался ростом коррупции, то есть даже увеличивавшаяся коррупция не препятствовала экономическому росту. Согласно другому аргументу, взяточничество есть лишь реализация рыночных принципов в деятельности государственных и муниципальных структур. Таким образом, терпимое отношение к коррупции допустимо в условиях экономического бума либо пока она не затрагивает эффективность рынка в целом. Критики этой точки зрения возражают, что вследствие перечисленных выше причин, страны с высоким уровнем коррупции после периода роста рискуют утратить стабильность и впасть в нисходящую спираль.

### Оптимальный уровень коррупции
По мере того, как государство искореняет коррупцию, затраты на борьбу с коррупцией возрастают так, что для полной ликвидации коррупции придётся затратить бесконечные усилия. Сравнивая потери от коррупции и затраты на искоренение коррупции для каждого её уровня, можно найти оптимальный уровень коррупции, отражающий наименьшие суммарные потери. Оказывается, для общества выгоднее не уничтожать коррупцию до конца, просто из-за высокой затратности этого процесса. Однако не стоит забывать и о дальнейшей эффективности средств потраченных на борьбу с коррупцией.
Кроме того, чрезмерное увлечение борьбой с коррупцией в ущерб устранению её причин способно лишить административную систему гибкости, а население гражданских свобод. Правящая группа может использовать карательное законодательство для усиления своего контроля над обществом и преследования политических противников.

### Международная торговля
Коррупция наносит многомиллиардные убытки международной торговле. Именно это стало одной из причин роста интереса к проблеме международной коррупции в последние годы. Так, американские фирмы-экспортёры утверждали, что они часто проигрывают выгодные контракты из-за того, что по закону не имеют права платить взятки заграничным чиновникам. Напротив, в большинстве стран ОБСЕ взятки иностранным партнёрам не только не запрещались, но даже могли быть списаны с дохода при уплате налогов. Например, у немецких корпораций такие расходы составляли около 5,6 млрд долл. в год  (англ.).
Ситуация изменилась только в конце 1997 г., когда страны ОБСЕ подписали «Конвенцию о борьбе с дачей взяток иностранным государственным должностным лицам при осуществлении международных деловых операций». Во исполнение конвенции в течение последующих лет были приняты законы, явным образом запрещающие национальным компаниям давать взятки кому бы то ни было.

## Причины коррупции

### Фундаментальное противоречие
Производство любых благ требует расхода определённых ресурсов, который компенсируется средствами, полученными от потребителей этих благ. Зарплата служащих относится к числу расходов, покрываемых в конечном итоге за счёт потребителя, однако их деятельность определяется волей начальства и работодателя. Это приводит к ситуации, когда потребитель получает необходимую услугу или товар от служащего, но не может напрямую повлиять на деятельность этого служащего. Частным случаем является общественное благо, которое оплачивается за счёт налогов и предоставляется государственными служащими. Несмотря на то, что работу чиновников фактически оплачивают граждане, их работодателем является государство, которое наделяет их правом принимать решения, затрагивающие конкурирующие интересы различных лиц, по закону.
В отсутствие у кого-либо дискреционной власти, коррупция была бы невозможна. Однако персона или группа, обладающая верховной властью, не в состоянии самостоятельно обеспечивать реализацию политики, которую она определяет. Для этой цели она назначает администраторов, которых она наделяет требуемыми полномочиями, в распоряжение которых она передаёт необходимые ресурсы, для которых она устанавливает правила поведения и над которыми она осуществляет надзор. И здесь возникает следующая проблема:
1. Консервативность закона. На практике инструкции меняются значительно медленнее, чем внешние условия. Поэтому они оставляют место для действий по своему усмотрению, поскольку иначе система управления становится совершенно негибкой, и несоответствие жёстких норм реалиям способно полностью остановить работу. Однако это означает, что в непредусмотренной законом ситуации администратор может начать руководствоваться наиболее выгодной рентой.
2. Невозможность всеохватывающего контроля. Надзор требует затрат, но кроме того, чрезмерно жёсткий контроль наносит удар по качеству управленческого персонала и приводит к оттоку творчески мыслящих кадров.

Таким образом, принцип управления сам по себе содержит потенциальную возможность для коррупции. Эта возможность перерастает в объективные условия, когда потенциальная рента преобладает над рисками.
Данная проблема многократно воспроизводится в бюрократическом аппарате, поскольку администраторы высшего уровня назначают своих подчинённых и т. д. Особенность систем с представительной демократией состоит в том, что высшие должности занимают политические элиты, получившие властные полномочия от народа и рискующие потерей власти на следующих выборах.

### Причины высокой коррупции
Большинство специалистов сходится на том, что основной причиной высокой коррупции является несовершенство политических институтов, которые обеспечивают внутренние и внешние механизмы сдерживания (см. следующий раздел). Помимо этого, есть основания полагать, что некоторые объективные обстоятельства вносят существенный вклад:
- Двусмысленные законы[35].
- Незнание или непонимание законов населением, что позволяет должностным лицам произвольно препятствовать осуществлению бюрократических процедур или завышать надлежащие выплаты.
- Нестабильная политическая ситуация в стране.
- Отсутствие сформированных механизмов взаимодействия институтов власти.
- Зависимость стандартов и принципов, лежащих в основе работы бюрократического аппарата, от политики правящей элиты.
- Профессиональная некомпетентность бюрократии.
- Кумовство и политическое покровительство, которые приводят к формированию тайных соглашений, ослабляющих механизмы контроля над коррупцией.
- Отсутствие единства в системе исполнительной власти, то есть, регулирование одной и той же деятельности различными инстанциями.
- Низкий уровень участия граждан в контроле над государством.

### Гипотезы о причинах высокой коррупции
Рассматриваются и другие предположения в отношении обстоятельств, которые возможно являются причинами высокой коррупции:
- низкий уровень заработной платы в государственном секторе по сравнению с частным сектором;
- государственное регулирование экономики;
- зависимость граждан от чиновников, монополия государства на определённые услуги;
- оторванность бюрократической элиты от народа;
- экономическая нестабильность, инфляция;
- этническая неоднородность населения[36];
- низкий уровень экономического развития (ВВП на душу населения);
- религиозная традиция[прим. 3];
- культура страны в целом.

На сегодняшний день не существует единого мнения касательно подтверждения данных гипотез.
Так, повышение заработной платы в государственном секторе по сравнению с частным сектором не приводит к немедленному снижению коррупции. С другой стороны, это способствует постепенному повышению уровня квалификации бюрократии и в долгосрочной перспективе имеет позитивный эффект. В странах с наиболее низким уровнем коррупции зарплата чиновников в 3—7 раз превышает заработки в производственном секторе.
Одним из наиболее спорных вопросов является роль государственного регулирования рынков и государства как монополиста. Сторонники свободного рынка указывают, что уменьшение роли государства и рост конкуренции способствуют снижению коррупции, поскольку тем самым снижается объём необходимых дискреционных властных полномочий и сокращаются возможности добиться преимущественного положения на рынке посредством протекционного регулирования, а следовательно, возможности для поиска ренты. Действительно, для всех стран с низкой коррупцией характерна относительно свободная экономика. Наоборот, плановая экономика, характеризующаяся монопольной властью чиновников и поддерживающая цены на уровне ниже рыночных, порождает стимулы для взяточничества как средства получения дефицитных товаров и услуг.
Существует также ряд возражений данному аргументу. Во-первых, частный сектор не всегда в состоянии предложить удовлетворительное решение проблем, и в таких случаях большинство людей считает оправданным вмешательство государства. Это, в свою очередь, создаёт предпосылки для недобросовестного надзора и сбора государственной ренты. Таким образом, полное избавление от коррупции оказывается невозможным даже в открытой экономике. Во-вторых, процесс экономической либерализации осуществляется правительством, и поэтому по своей сути также является активным вмешательством в экономику (которое вдобавок может сопровождаться созданием источников коррупционного обогащения на приватизации). Поэтому на практике начальный период либерализации нередко характеризуется противоположным эффектом — всплеском коррупции.
В-третьих, исследования показывают отсутствие зависимости уровня коррупции при либерально-демократической политической системе от того, придерживается ли руководство страны неолиберальной или социал-демократической идеологии.
Более того, во многих странах с низкой коррупцией относительно большие налоги и государственные расходы (Канада, Нидерланды, Скандинавия).

## Борьба с коррупцией
| 89 и выше 80—89 70—79 60—69 50—59 40—49 | 30—39 20—29 10—19 10 и меньше Нет данных |

Мировая карта восприятия наличия коррупции в 2022 году.

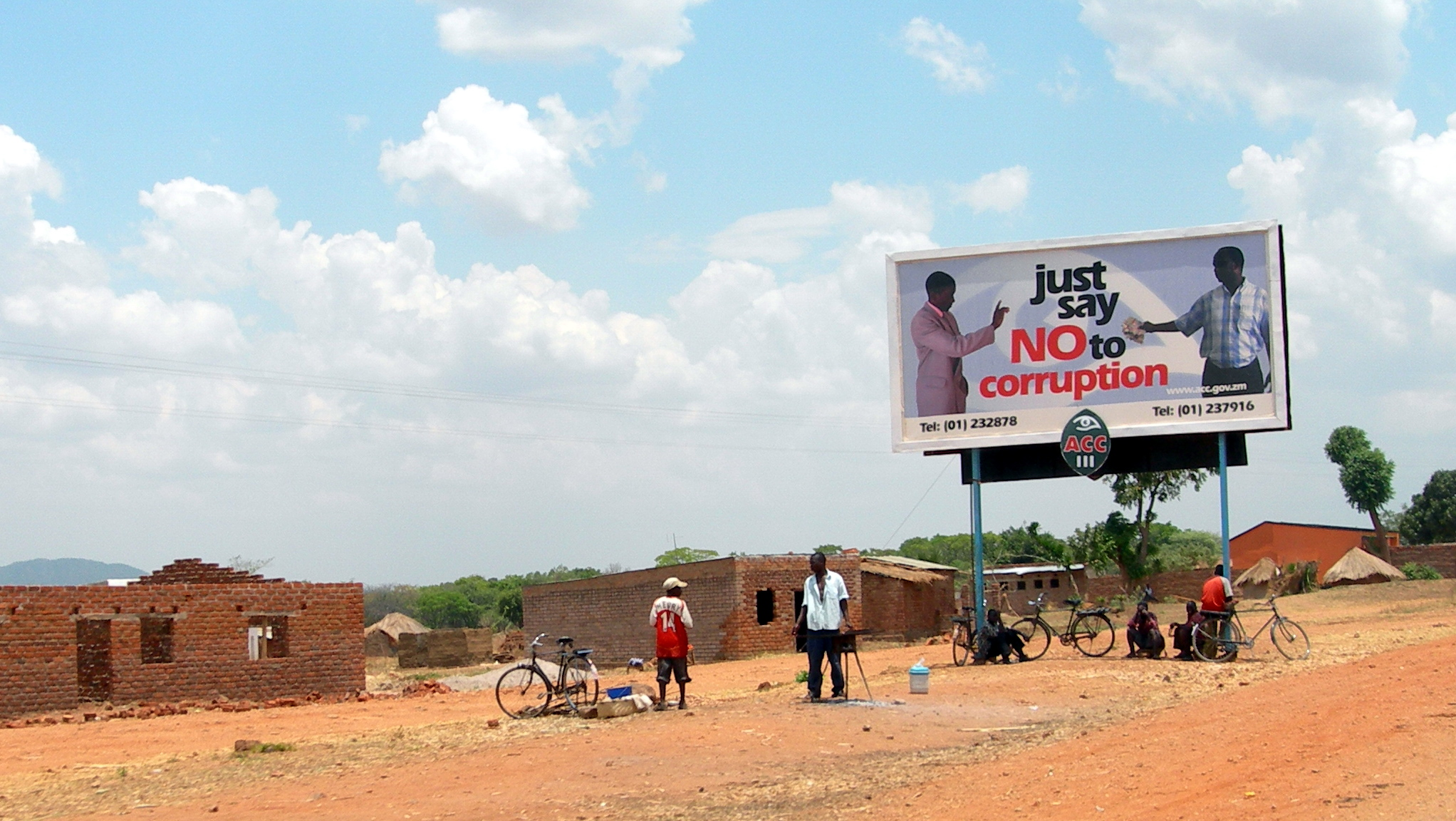
Рекламный щит в Замбии с призывом «Просто скажите нет коррупции» (2005 год)

На сегодняшний день неизвестны методы в педагогике и менеджменте, которые бы гарантировали, что человек будет идеальным чиновником. Однако существует множество стран с весьма низким уровнем коррупции. Более того, известны исторические примеры, когда действия, направленные на снижение коррупции, привели к значительным успехам: Эстония, Сингапур, Гонконг, Португалия, Швеция. Это однозначно говорит в пользу того, что методы борьбы с коррупцией существуют.
С формальной точки зрения, если не будет государства — не будет и коррупции. Многие функции государства имеют веское обоснование и не могут быть ликвидированы: например, бороться с коррупцией в налоговых органах невозможно путём отмены всех налогов. Тем не менее, в условиях когда коррупция распространена практически везде, роспуск коррумпированных органов власти представляется одним из действенных радикальных способов от неё избавиться.
Помимо роспуска органов власти, существуют три возможных подхода к уменьшению коррупции.
Во-первых, можно ужесточить законы и их исполнение, тем самым повысив риск наказания. Во-вторых, можно создать экономические механизмы, позволяющие должностным лицам увеличить свои доходы, не нарушая правила и законы. В-третьих, можно усилить роль рынков и конкуренции, тем самым уменьшив размер потенциальной прибыли от коррупции. К последнему также относится конкуренция в предоставлении государственных услуг, при условии дублирования одними государственными органами функций других органов. Большинство положительно зарекомендовавших себя методов относится к внутренним либо внешним механизмам надзора.
В 19 веке в России одним из последовательных борцов с коррупцией был действительный статский советник Иван Петрович Липранди. На основе своего опыта в 1856 году он изложил классификацию коррупции (он выделил девять видов коррупции), свои взгляды на её причины и на организацию борьбы с ней в специальном докладе (доклад был опубликован Императорским обществом истории и древностей российских при Московском университете в 1870 году под названием «О взятках, взяточниках и доносчиках»). В докладе Липранди не использовал слово «коррупция», называя её «лихоимством», «подношениями» и «взятками». По выводам Липранди уровень коррупции зависит от уровня правопорядка, установленного правительством, в первую очередь — от устойчивости социального и материального положения чиновников и беспристрастности судов. При этом Липранди считал допустимыми некоторые виды взяток — те подношения, которые люди дают добровольно в качестве благодарности, а также взятки, не приняв которые, чиновник рискует лишиться места из-за коррупции вышестоящих начальников.

### Внутренний контроль
Сюда входят внутренние механизмы и стимулы, существующие в самом аппарате управления: ясные стандарты исполнения должностными лицами своих обязанностей и строгий надзор над каждым служащим. С целью обеспечения надзора часто выделяют особые управления, которые функционируют автономно. Например, правоохранительные органы часто подчиняются главе исполнительной власти, так же как и бюрократический аппарат, однако при этом сохраняют значительную независимость.
Внутренний контроль был основным способом борьбы с коррупцией в монархиях периода абсолютизма и до сих пор сохраняет высокую эффективность. В частности, Макиавелли полагал, что в монархиях, «правящих при помощи слуг», коррупция менее опасна, поскольку все «слуги» обязаны милостям государя и их труднее подкупить.

### Внешний контроль
Сюда относятся механизмы, которые имеют высокую степень независимости от исполнительной власти. Конвенция ООН против коррупции приводит целый ряд подобных механизмов. Независимая судебная система, при которой нарушивший закон бюрократ может быть легко и эффективно признан виновным, резко снижает потенциальную привлекательность коррупции. Одними из самых эффективных инструментов контроля над коррупцией бюрократического аппарата являются свобода слова и СМИ.
Внешний контроль характерен для стран с рыночной экономикой и либеральной демократией. Предположительно, это связано с тем, что для реализации нормального функционирования рынка необходимы чёткие правила, механизмы обеспечения выполнения обязательств, в том числе, — эффективная правовая система, обеспечивающая здоровую конкурентную среду. Либеральная демократия для достижения своих целей также опирается на систему выборов, правовое государство, независимое правосудие, разделение властей и систему «сдержек и противовесов». Все эти политические институты служат одновременно механизмами внешнего контроля над коррупцией.
Однако не все положения либеральной демократии однозначно способствуют борьбе с коррупцией. Примером может служить принцип разделения властей. Разделение властей по горизонтали стимулирует их надзор друг над другом. Например, в парламентской демократии представительная власть имеет полномочия отправить правительство в отставку. С другой стороны, в президентской демократии ветви власти ещё более функционально разделены. Несмотря на это, коррупция в президентских республиках в целом выше, чем в парламентских, что возможно связано именно с трудоёмкостью процедуры импичмента президента. Далее, разделение властей по территориальному уровню и связанный с этим перенос большей части полномочий исполнительной власти на уровень местного самоуправления приводит к эффективному уменьшению размеров органов власти. Это повышает информационную прозрачность власти и уменьшает коррупцию. Тем не менее, федеративное устройство государства, обеспечивающее максимальную децентрализацию, часто приводит к регулированию различных аспектов одной и той же деятельности чиновниками разных инстанций, и, следовательно, к большей коррупции по сравнению с унитарными государствами.

### Система выборов
В демократических странах основным способом наказания избранных представителей за коррупцию является отстранение их от власти на следующих выборах. Это подразумевает, что сам избиратель отвечает за степень честности и ответственности тех, кого он избирает. Несмотря на высокую результативность выборов как оружия против коррупции, их действие проявляется достаточно медленно. Каждые 30 лет стабильной демократической системы оказывают на коррупцию такой же эффект, как собственно переход к либерально-демократической модели правления.
Рядом авторов выдвигалось предположение, что изъяны избирательного процесса могут оказывать существенное влияние на размах коррупции. Даже если выборы проходят без нарушений, сама их система может стимулировать избирателя голосовать за того или иного кандидата по идеологическим причинам, игнорируя коррумпированность его лично, его подчинённых или его партии в целом. Эта гипотеза находит подтверждение. Коррупция оказывается значительно меньше в странах, где в каждом избирательном округе выбирают несколько представителей по мажоритарной системе, чем в странах с выборами по пропорциональной системе и по закрытым партийным спискам или в странах с маленькими избирательными округами и выбором одного представителя в каждом округе. Это объясняется тем, что мажоритарная система обеспечивает наибольшую индивидуальную подотчётность, а выбор нескольких представителей или по открытым партийным спискам значительно повышает внимание, которое избиратели уделяют честности кандидатов.

### Меры общего характера
Ликвидация упомянутых выше сопутствующих причин коррупции также относится к антикоррупционным мерам.
Неконституционность коррупциогенных норм.
Любые нормы, накладывающие на гражданина ограничения, могут вызвать коррупцию, за исключением норм, описывающих конституционные свободы и права человека. Последние накладывают ограничения не столько на индивидов, сколько на органы государственной власти, являясь институциональными гарантиями как против завышенных требований закона, так и против наделения органов государственной власти дискреционными полномочиями.
Коррупциогенные же нормы неизбежно нарушают права и свободы человека и гражданина, закреплённые в Конституции. Коррупциогенные нормы могут быть выявлены в рамках независимой антикоррупционной экспертизы
Информационное обеспечение граждан.
Данный метод включает в себя анализ законов с тем, чтобы, проанализировав закон, чётко, лаконично и доходчиво объяснить гражданам в чём заключаются их права и обязанности, какие нарушения что должны за собой повлечь, как проходит судебная процедура и что в ней учитывается. Зная всё это, граждане будут увереннее вести себя, оказавшись один на один с подталкивающим их к даче взятки чиновником.
Открытость ведомственных систем.
Прозрачность происходящих внутри ведомств операций и надлежащий гражданский контроль может быть реализован через публикацию и открытое обсуждение внутриведомственных документов в общедоступной сети Интернет, что способно серьёзно пошатнуть фундамент коррупции. Однако такие механизмы ограничены чрезмерно жёсткими нормативами по охране коммерческой тайны или их применение в некоторых ведомствах связано с необходимостью обеспечения дополнительных мер по защите персональных данных граждан и секретных сведений в оборонных ведомствах и организациях. Серьёзную проблему для внедрения открытых информационных систем представляет низкая компетентность чиновников, которые не только не в курсе преимуществ свободных лицензий, но и не способны включить в государственные контракты требования об обязательном предоставлении открытого доступа для чтения к системам управления версиями разрабатываемых на деньги налогоплательщика программных продуктов.
Социальное обеспечение чиновников.
Первоклассное медицинское обслуживание, беспроцентные кредиты для покупки недвижимости, большая пенсия — всё это равносильно повышению заработной платы в государственном секторе, и следовательно, увеличивает потери чиновника в случае, если его поймают на коррупционной деятельности. Судя по исследованиям, эта мера не оказывает немедленного воздействия на коррупцию, однако способствует повышению качества бюрократии с течением времени.

### Объективные трудности
Суть проблемы при борьбе с коррупцией сформулировал Джеймс Мэдисон: «Если бы людьми правили ангелы, ни в каком надзоре над правительством — внешнем или внутреннем — не было бы нужды. Но при создании правления, в котором люди будут ведать людьми, главная трудность состоит в том, что в первую очередь надо обеспечить правящим возможность надзирать над управляемыми; а вот вслед за этим необходимо обязать правящих надзирать за самими собой» («Федералист», № 51).
Одним из важнейших сдерживающих факторов для коррупции является уголовное законодательство. На практике законы в большинстве стран устанавливают достаточно узкие рамки в отношении интерпретации видов коррупции, которые считаются уголовными преступлениями, — чтобы исключить риск выборочного применения законодательства с целью подавления гражданских свобод и оппозиции. Поэтому, например, подарок может считаться взяткой только при наличии намерения оказать влияние на должностное лицо. Если должностному лицу по закону не запрещается принимать подарки в принципе, то доказать факт взятки, как правило, трудно. Напротив, растрата часто считается доказанной при наличии ущерба, независимо от того, было ли намерение у служащего присвоить средства или нет.
Другая трудность, в особенности проявляющаяся при масштабной коррупции, когда большинство частных лиц дают взятки, известна в психологии и теории игр как «дилемма заключённого». С одной стороны, если все лица перестанут давать взятки, то они все от этого выиграют. Однако если только одно частное лицо откажется от взяток, то оно поставит себя в крайне невыгодные условия.
Наконец, серьёзной проблемой является упомянутая выше устойчивость коррупционных рынков.

### Сингапурская стратегия борьбы с коррупцией
Сингапурская стратегия борьбы с коррупцией отличается строгостью и последовательностью, основываясь на «логике в контроле за коррупцией»: «Попытки искоренить коррупцию должны основываться на стремлении минимизировать или исключить условия, создающие как стимул, так и возможность склонения личности к совершению коррумпированных действий».
В момент обретения независимости в 1965 году Сингапур был страной с высокой коррупцией. Тактика её снижения была построена на ряде вертикальных мер: регламентации действий чиновников, упрощении бюрократических процедур, строгом надзоре над соблюдением высоких этических стандартов. Центральным звеном стало автономное Бюро по расследованию случаев коррупции, в которое граждане могут обращаться с жалобами на госслужащих и требовать возмещения убытков. Одновременно с этим было ужесточено законодательство, повышена независимость судебной системы (с высокой зарплатой и привилегированным статусом судей), введены экономические санкции за дачу взятки или отказ от участия в антикоррупционных расследованиях, а также предприняты жёсткие акции вплоть до поголовного увольнения сотрудников таможни и других госслужб. Это сочеталось с дерегулированием экономики, повышением зарплат чиновников и подготовкой квалифицированных административных кадров. В то же время Сингапур имеет сравнительно невысокие уголовные санкции за взяточничество: максимальный размер срока за один преступный эпизод составляет 5 лет; зачастую приговоры выносятся на срок всего в несколько месяцев со штрафом в несколько тысяч сингапурских долларов.
В настоящее время Сингапур занимает лидирующие места в индексах восприятия коррупции, экономической свободы и развития человеческого капитала, имея при этом средние показатели в индексе свободы в мире Freedom House и низкие показатели в индексе свободы прессы.

### Финляндская стратегия борьбы с коррупцией
Особенностью финляндской стратегии борьбы с коррупции было фактическое отсутствие специальных законов о коррупции. Коррупция рассматривалась как часть уголовной преступности
и регулировалась на всех уровнях законодательства, норм и других систем контроля. Особенностью Финляндии было сравнительно мягкое наказание за получение взятки чиновниками — от штрафа до четырёх лет лишения свободы. За послевоенный период произошло резкое снижение количества осуждённых за коррупцию — в 1945—1954 годы были осуждены за получение взяток 549 лиц, в 1980—1989 годы таких приговоров было вынесено 81, а в 1990-х годах всего 38. С 1990-х годов Финляндия начала использовать международные инструменты — были ратифицированы Конвенция ЕС о борьбе
с коррупцией 1997 года, Конвенция ОЭСР 1998 года по борьбе со взятками, конвенции Совета Европы
1999 года по уголовному и гражданскому праву, касающиеся коррупции, Конвенция ООН против
коррупции, принятая в Мехико в декабре 2003 года.

### Шведская стратегия борьбы с коррупцией
До середины XIX века в Швеции коррупция процветала. Одним из следствий модернизации страны стал комплекс мер, нацеленных на устранение меркантилизма. С тех пор государственное регулирование касалось больше домашних хозяйств, чем фирм, и было основано на стимулах (через налоги, льготы и субсидии), нежели на запретах и разрешениях. Был открыт доступ к внутренним государственным документам и создана независимая и эффективная система правосудия. Одновременно шведский парламент и правительство установили высокие этические стандарты для администраторов и стали добиваться их исполнения. Спустя всего несколько лет честность стала социальной нормой среди бюрократии. Зарплаты высокопоставленных чиновников поначалу превышали заработки рабочих в 12—15 раз, однако с течением времени эта разница снизилась до двукратной.
На сегодняшний день Швеция по-прежнему имеет один из самых низких уровней коррупции в мире.

## Экономический анализ коррупции
Если величину взятки легко сравнить с денежным выражением суммы украденного, то для потерь субъектов от наказания приходится учитывать альтернативные издержки — количество лет, которое преступник проведёт в тюрьме, помноженное на разницу между его возможным среднегодовым доходом и тратами на его содержание в тюрьме. Также можно учитывать отрицательные социальные последствия снижения веса пойманного преступника в обществе и понижение его возможного дохода.

### Модель распределения ресурсов в экономике с коррупцией

Q — государственный товар, MR — предельный доход.

Вымогательство взяток приводит к снижению количества госуслуг.

Модель, в которой ведомство производит один однородный продукт с кривой спроса D(P) со стороны частных лиц. Товар (услуга) продаётся чиновником, который имеет возможность влиять на количество продающегося товара. Он может просто отказать любому индивиду в предоставлении товара безо всякого для себя риска наказания.
Цель чиновника — максимизировать величину взяток, которые он собирает от продажи государственного товара, официальная цена за который равна P, а затрат на производство для чиновника нет, так как их оплачивает государство. Есть два случая — с воровством и без, от этого зависят предельные затраты MC (англ. marginal cost) для чиновника.
Если служащий получает от граждан сумму, из которой передаёт официальную цену товара государству — то MC будет равно P. Если же он ничего не передаёт государству и присваивает всю полученную от граждан сумму то MC для него равно нулю, и гражданин платит только взятку. Проводить дискриминацию граждан, назначая каждому свою цену, он не может и поэтому действует как монополист.
Согласно данной модели, коррупция распространяется прежде всего вследствие конкуренции между чиновниками, поскольку наиболее привлекательные должности достаются тем, кто может за них заплатить наибольшую цену, что стимулирует сбор взяток. В случае коррупции с воровством, распространение коррупции ускоряется благодаря двум факторам. Во-первых, чиновники конкурируют за бюджетные средства. Во-вторых, для потребителей государственных услуг расход на взятку по сговору с чиновником получается меньше, чем на налог или пошлину, и поэтому взятокодатели оказываются в лучшей позиции на рынке, чем их законопослушные конкуренты.
В свете борьбы с коррупцией, в данном случае достаточно ввести строгий учёт с целью затруднить воровство. Переход к коррупции без воровства, как видно из графиков, также понизит количество взяток.
Вместе с тем, авторы модели отмечают, что она применима в основном к авторитарным режимам и неразвитым рынкам. В странах с открытой экономикой конкуренция в целом оказывает обратное — сдерживающее — воздействие на коррупцию. Если различные ведомства предоставляют одни и те же услуги, то у потребителя появляется выбор, и уровень вымогательства взяток снижается. Частные фирмы доносят на дающих взятки конкурентов в правоохранительные органы. Конкуренция среди политических элит в демократических режимах делает правительство более прозрачным.

### Теория принципала-агента
Теория Принципала-агента рассматривает ситуацию, когда поручитель («принципал») не обладает всей полнотой информации о действиях исполнителей («агентов»). Поэтому он заключает с ними договор, содержащий выгодные для агентов условия, которые мотивируют их к поведению (главным образом, предоставлению услуг клиентам) в интересах принципала. Основные выводы модели агентов — без использования специальной терминологии — изложены в разделе Фундаментальное противоречие.
Эта модель также применяется для исследования поведения элит, которые подвержены влиянию со стороны различных групп. Под коррупцией понимается конфликт интересов этих групп с интересами избирателей: принципалом является нация в целом, которая заключает с выборными представителями (агентами) общественный договор. Анализ показывает, что чем более информированы избиратели, тем меньше возможностей для коррупции у представителей. Со своей стороны, представители стремятся проводить политику, которая обеспечит им повторное избрание и при этом позволит им повысить свои личные доходы. Примером решения, создающего возможности для коррупции, является увеличение бюджетных расходов на оборону, поскольку это решение определяется как политикой, так и экономическими интересами различных групп.

## Коррупция в России
В начале 1999 года заместитель генерального прокурора России Ю. Я. Чайка заявил, что Россия входит в десятку наиболее коррумпированных стран мира и что коррупция является одной из самых деструктивных сил в российском государстве. В 1999 году академик РАН Д. С. Львов и доктор экономических наук Ю. В. Овсиенко оценивали коррупцию в России как «тотальную».
В 2006 году первый заместитель Генпрокурора РФ Александр Буксман заявил, что по некоторым экспертным оценкам объём рынка коррупции в России оценивается 240 с лишним млрд долларов США Согласно оценкам фонда ИНДЕМ, эта величина ещё выше: только в деловой сфере России объём коррупции вырос между 2001 и 2005 гг. примерно с 33 до 316 млрд долл. США в год (не включая коррупцию на уровне политиков федерального уровня и бизнес-элиты). По оценке того же фонда, средний уровень взятки, которую российские бизнесмены дают чиновникам, вырос в тот период с 10 до 136 тыс. долл.
В 2000 году показатель индекса восприятия коррупции, составляемого организацией «Transparency International», равнялся 2,6 (из 10), в 2009 году — 2,2 (чем выше показатель, тем меньше уровень коррупции).
The New York Times утверждает, что главные проблемы вывода из обращения и инвестиционных возможностей огромных денег, или вывоза из России капитала, — коррупция.
В 2007 году председатель Национального антикоррупционного комитета России Кирилл Кабанов заявил, что никакой борьбы с коррупцией в России нет: аресты чиновников среднего звена систему взяточничества не нарушают, политика по противодействию коррупции не выработана.
В 2009 году Transparency International оценивала коррупционный рынок в России в 300 миллиардов долларов.
В 2010 году в ежегодном рейтинге восприятия коррупции в странах мира, составляемом Transparency International, Россия заняла 154-е место из 180 с индексом 2,1 балла (индекс 0 означает максимальный уровень коррупции, 10 — отсутствие коррупции). Генеральный директор отделения Transparency International в России Елена Панфилова отметила: «В прошлом году Россия в этом рейтинге занимала 146 место. Вывод — за год у нас ничего не поменялось за исключением соседей по рейтингу — Папуа-Новой Гвинеи, Кении, Лаоса и Таджикистана».
Во многих статьях и дискуссиях при упоминании названия этого индекса слово «восприятие» (Perception) принято опускать, в результате чего создаётся ложное впечатление, что индекс отражает реальное состояние дел в области коррупции, в то время как на самом деле речь идёт, фактически, об уровне озабоченности населения вопросами коррупции.
К сферам деятельности (помимо перечисленных в разделе Области обогащения), которые в наибольшей степени подвержены коррупции в России, относятся:
- таможенные службы: пропуск через границу запрещённых к перевозке товаров; возврат конфискованных товаров и валюты; занижение таможенных пошлин; занижение таможенной стоимости товаров; необоснованные отсрочки таможенных платежей[57];
- медицинские организации: закупка оборудования и лекарств по завышенным ценам; выдача несоответствующих действительности медицинских заключений; приоритетное обслуживание одних граждан за счёт других;
- автоинспекции: необоснованное предоставление лицензий (водительских прав, справок о прохождении техосмотра); отсутствие законного наказания для нарушителей правил пользования дорогами; фальсификация сведений и выводов о дорожно-транспортных происшествиях в пользу заинтересованных лиц;
- судебные органы: предвзятое рассмотрение обстоятельств дела; принятие неправосудных решений; нарушение процессуальных норм; противоположные решения различных судов по одному и тому же делу; использование судов в качестве инструмента рейдерства;
- налоговые органы: невзимание налогов в полном объёме; возвращение НДС; вызванная конкурентами проверка и остановка производства;
- правоохранительные органы: возбуждение и прекращение уголовных дел, а также направление их на дополнительное расследование; отсутствие законного наказания за правонарушения различной тяжести;
- лицензирование и регистрация предпринимательской деятельности;
- выдача разрешений на размещение и проведение банковских операций с бюджетными средствами;
- получение кредитов;
- получение экспортных квот;
- конкурсы на закупку товаров/услуг за счёт бюджетных средств;
- строительство и ремонт за счёт бюджетных средств;
- нотариальное удостоверение сделок;
- контроль за соблюдением условий лицензирования;
- надзор за соблюдением правил охоты и рыболовства;
- освобождение от призыва на военную службу в вооружённые силы;
- поступление в государственные высшие учебные заведения (в основном юридической и экономической специализаций);
- государственная регистрация, аттестация и аккредитация негосударственных высших учебных заведений;
- поступление в специализированные общеобразовательные школы и дошкольные воспитательные учреждения;
- приём на службу, позволяющую иметь значительный незаконный доход от должности в государственных и муниципальных учреждениях;
- формирование партийных избирательных списков.

Антикоррупционная деятельность — один из факторов развития экономики России. В целях борьбы с коррупцией в России в июле 2008 г. Президентом РФ был утверждён Национальный план противодействия коррупции.
По данным общественной организации «Деловая Россия», наиболее коррумпированными регионами в России являются Москва, Московская, Омская, Волгоградская области и Алтайский край.
Согласно исследованию британской аудиторской компании Ernst & Young, проведённому весной 2012 года, за 2011 год коррупционные риски в России значительно снизились и по многим параметрам стали ниже среднемирового уровня. В исследовании Ernst & Young приняли участие свыше 1500 топ-менеджеров крупнейших компаний из 43 стран мира. Так, если в 2011 году 39 % опрошенных в России менеджеров заявляли о необходимости давать взятки наличными для защиты бизнеса или достижения корпоративных выгод, то в 2012 году таких стало 16 %.

## Индикаторы коррупции

### Бесплатные
- World Bank’s Enterprise Surveys (англ.)
- World Bank’s Control of Corruption (англ.)
- Transparency International (англ.)
- Global Competitiveness Report (англ.)

### Платные
- International Country Risk Guide (англ.)

### Вспомогательные опросы
- United Nations Interregional Crime Victimization Survey (англ.)
- World Business Environment Survey (англ.)

## В культуре и произведениях искусства
- Гоголь Н. В. «Ревизор»
- «Коррупция» — настольная игра, разработанная Бруно Файдутти[67]
- Следствие ведут ЗнаТоКи. Без ножа и кастета
- Спрут (телесериал)
- Гражданин Влапко — скульптура польского скульптора Веслава Адамского, представляющая собой символ коррумпированного чиновника